# 大廉
大廉（?—?），中国夏朝人物。嬴姓。大業的孙子，与夏启争君位的伯益的儿子。因为他的后代中衍鸟身人言，所以称之为鸟俗氏。商朝大將蜚廉是其後裔，亦是春秋战国时代秦国、赵国王室的祖先。